# Joe McElderry
Joe McElderry (South Shields, 16 giugno 1991) è un cantante britannico.

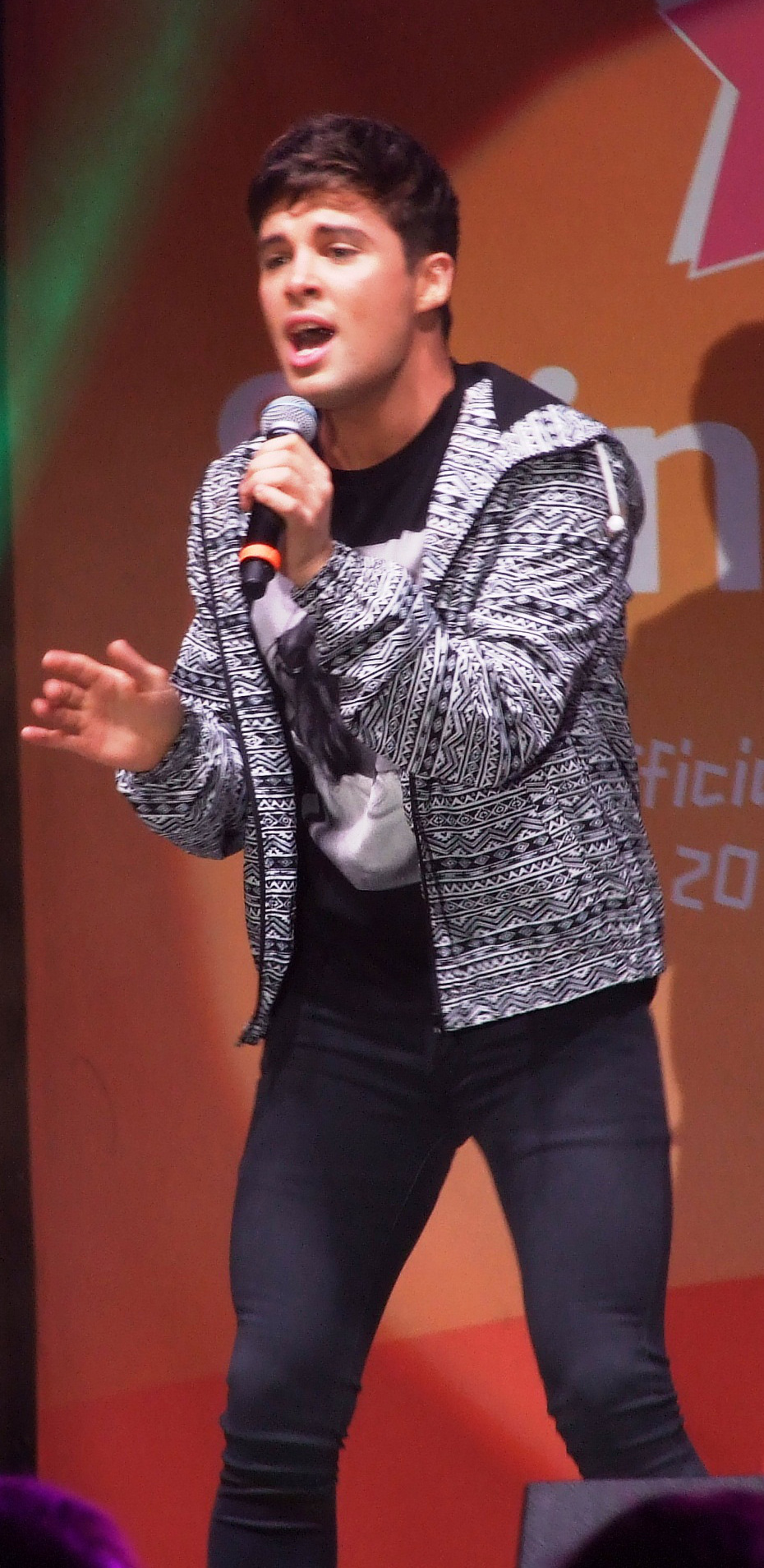
Joe McElderry (2012)

Dopo aver vinto la sesta edizione della versione britannica di X Factor, ha raggiunto il successo con il singolo The Climb.
Nel 2010 ha pubblicato il disco di debutto Wide Awake.

## Biografia

### Gli esordi:X Factor
Dopo aver tentato senza successo di entrare nel cast del talent show X Factor (nella sua versione britannica) nel 2007, è riuscito nell'intento nell'autunno del 2009, diventando allievo della cantante e componente del gruppo musicale Girls Aloud, Cheryl Tweedy.
Dopo aver interpretato, per tutta la durata della trasmissione, canzoni di artisti quali Elton John e i Journey, è risultato vincitore del programma nel dicembre del 2009, interpretando, nella serata finale, una cover della canzone di Miley Cyrus The Climb, scritta da Jessi Alexander e Jon Mabe.
La vittoria gli ha valso un contratto con l'etichetta discografica Syco, sotto-etichetta della multinazionale Sony Music, diretta da Simon Cowell.

### Il debutto:Wide Awake
Negli ultimi mesi del 2009 ha debuttato come cantante. A novembre è stata infatti pubblicata una cover della celebre canzone di Michael Jackson You Are Not Alone incisa dal cantante insieme agli altri finalisti del programma, pubblicata come singolo di beneficenza, che ha raggiunto la vetta delle classifiche irlandesi e britanniche.
Nel mese di dicembre, immediatamente dopo la sua vittoria nel programma, è uscito il suo singolo di debutto, la cover di The Climb di Miley Cyrus, che ha riscosso un grande successo arrivando ai primi posti delle classifica di Irlanda e Gran Bretagna e risultando il quarto singolo più venduto in Europa nelle classifiche settimanali. Il singolo verrà incluso nell'album di debutto del cantante, in fase di produzione. Nel 2010 ha inoltre partecipato all'incisione del singolo di beneficenza Everybody Hurts, interpretando il brano insieme ai più noti artisti britannici, i cui fondi sono stati destinati alle vittime del Terremoto di Haiti del 2010.
Nell'ottobre del 2010 è stato pubblicato il singolo Ambitions, sempre per l'etichetta discografica Syco, cover dell'omonimo brano dei Donkeyboy. Il singolo ha anticipato la pubblicazione del suo primo album di inediti, avvenuta il 25 ottobre 2010; intitolato Wide Awake, ha ottenuto un buon successo di vendite raggiungendo la terza posizione della classifica britannica e la quinta in Irlanda. Dal disco è stato successivamente estratto come singolo un altro brano, Someone Wake Me Up, inserito anche nella colonna sonora del film Le cronache di Narnia - Il viaggio del veliero. Per la medesima pellicola ha registrato anche il brano There's a Place for Us.
Spodestato come numero uno delle classifiche inglesi nel Natale del 2009 dai Rage Against the Machine con una canzone uscita ben 17 anni prima ("Killing in the name of"). Per la prima volta in 5 anni, grazie alla massiccia adesione online del pubblico, non fu una canzone del vincitore del celeberrimo X Factor a finire prima in classifica nelle vendite digitali del Regno Unito, ma un vecchio inno rock del gruppo di Los Angeles. McElderry non la prese bene, bollando il brano dei Rage Against the Machine come "orribile".

## Vita privata
Nell'estate del 2010 McElderry ha risposto a voci insistenti circa il proprio orientamento sessuale dichiarando in un'intervista a un quotidiano inglese di essere omosessuale.
Per questo motivo è stato considerato un esempio da un'associazione per i diritti degli omosessuali.

## Discografia
Album studio
- 2010 - Wide Awake
- 2011 - Classic
- 2012 - Here's What I Believe

Album natalizi
- 2011 - Classic Christmas

Singoli
- 2009 - You Are Not Alone (con i finalisti di X Factor 2009)
- 2009 - The Climb
- 2010 - Everybody Hurts (tra gli artisti di "Helping Haiti")
- 2010 - Ambitions
- 2010 - Someone Wake Me Up
- 2011 - Last Christmas
- 2012 - Here's What I Believe
- 2012 - Rescue Us
- 2013 - Abide with Me
- 2013 - One World One Song (con Dionne Warwick)
- 2013 - Wonderful Dream (Holidays Are Coming)